# Elezioni presidenziali in Cile del 1958
Le elezioni presidenziali in Cile del 1958 si tennero il 4 settembre. Esse videro la vittoria di Jorge Alessandri Rodríguez del Partito Liberale, che divenne Presidente.

## Risultati
| Candidati                  | Liste                                         | Voti      | %     | Voti del Congresso |
| -------------------------- | --------------------------------------------- | --------- | ----- | ------------------ |
| Jorge Alessandri Rodríguez | Partito Liberale - Partito Conservatore Unito | 389.909   | 31,56 | 147                |
| Salvador Allende           | Partito Socialista del Cile                   | 356.493   | 28,85 | 26                 |
| Eduardo Frei Montalva      | Partito Democratico Cristiano del Cile        | 255.769   | 20,70 | -                  |
| Luis Bossay Leiva          | Partito Radicale del Cile                     | 192.077   | 15,55 | -                  |
| Antonio Zamorano Herrera   | Unione Nazionale Laburista                    | 41.304    | 3,34  | -                  |
| Totale                     | Totale                                        | 1.235.552 |       | 173                |